# Lewko Borowykowskyj

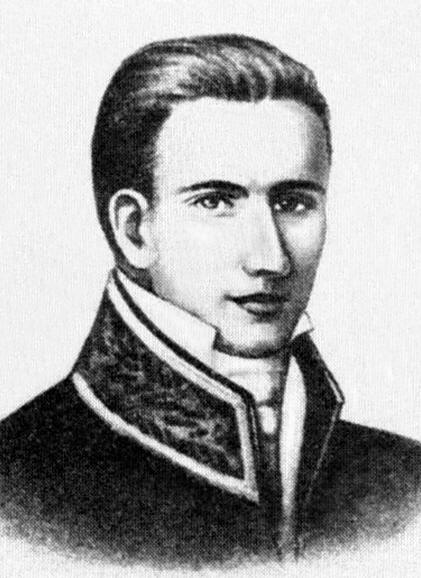
Lewko Iwanowitsch Borowikowskij

Lewko Iwanowytsch Borowykowskyj (ukrainisch Левко Іванович Боровиковський; wiss. Transliteration Levko Ivanovič Borovikovs'kij; * 22. Februar 1808 in Meljuschky bei Chorol, Gouvernement Poltawa, Russisches Reich; † 26. Dezember 1889 ebenda) war ein ukrainischer Lyriker,  Schriftsteller und Übersetzer.

## Leben

### Kindheit und Jugend
Lewko Iwanowytsch Borowykowskyj war Sohn einer armen Adelsfamilie, deren Vorfahren zum Teil Kosaken waren: Sein Großvater, Luka Borovik, stammte aus einer Kosakenfamilie. Nachdem der junge Lewko das Lesen und Schreiben zu Hause erlernt hatte, besuchte er von 1819 bis 1822 die Choroler Kreisschule. Von 1822 is 1826 war er Schüler des Gymnasiums in Poltawa. Hier begann er, beeinflusst von seinem Literaturlehrer I. G. Butkowa, ein erstes Interesse für Literatur zu entwickeln.

### Studienzeit
1826 dann nahm er sein Studium am philologischen Institut in Charkiw auf, an welchem er Philosophie, Russische und Allgemeine Geschichte, Latein, Französisch und Polnisch studierte. Bereits während seines Studiums fing Borowykowskyj an, Werke und Schriften der ukrainischen Volksliteratur zu sammeln, sowie seine ersten Märchen, Gedichte und Balladen zu schreiben. 1830 schloss er sein Studium mit einem Doktortitel ab.

### Dozentur
Nach dem Studienabschluss wurde er an der Universität in Kursk als Dozent für Geschichte, später auch für Lateinische Sprache, eingestellt. Im Frühjahr 1837 wechselte er auf das Nowotscherkassker Gymnasium. Über diese Zeit seines Lebens ist wenig bekannt. 1838 dann wechselte er wiederum auf das Poltavsker Gymnasium, an welchem er neben Latein auch Russische Literatur unterrichtete. Auch in dieser Zeit schrieb Borowykowskyj weiterhin Lieder, Gedichte, Märchen und sammelte Folklore. Im Frühjahr 1839 hatte der Dichter bereits über 600 Fabeln und eine Menge lyrischer Werke gesammelt, selbst verfasst und veröffentlicht. Zur gleichen Zeit arbeitete in Poltawa auch der russische Schriftsteller Gulak-Artemovskij. In der Zeit trafen sich die beiden Poeten oft um die wichtigen Fragen des literarischen Lebens zu diskutieren. 1852 veröffentlichte er den Sammelband Märchen und (gereimte) Scherzworte (ukr. Байки й прибаютки), was als der Höhepunkt seines literarischen Schaffens angesehen werden kann.

### Lebensabend
Mitte der 50er Jahre erkrankte Borowykowskyj an einer psychischen Krankheit, was gleichzeitig auch das Ende seiner literarischen Karriere bedeutete. Zu dieser Zeit zog der Lyriker wieder zu seiner Mutter und verbrachte seine letzte Periode in seinem Heimatort. 1889 starb der Poet im Alter von 81 Jahren.

## Werk
Lewko Borowykowskyj war einer der Urheber der ukrainischen romantischen Literatur. Während seines Studiums war er Mitglied einer Gruppe Charkover Poeten, die unter dem Einfluss der Philosophie Friedrich Wilhelm Joseph Schellings standen. In der Sloboda-Ukraine wirkte damals der Kreis der „Charkiwer Romantiker“. Neben ihm waren auch Ambrosij Metlinskij und Aleksander Korsun Mitglieder dieses literarischen Kreises, der v. a. Literatur in russischer Sprache hervorbrachte.
Bereits während des Studiums fing Borowykowskyj an, verschiedene Texte der ukrainischen Volksliteratur zu sammeln und sammelte in fünf Jahren mehr als 1000 Sprichwörter, die er nach alphabetischer Reihenfolge sortierte. Außerdem schrieb er in dieser Zeit um die 250 Märchen, sammelte etwa 150 ukrainische Volkslieder und erstellte ein ukrainisches Wörterbuch mit den Buchstaben A–G.
1828 wurde sein erstes Werk veröffentlicht: Пиръ Владиміра Великаго (dt. Das Festmahl Wladimirs des Großen). Es wurde ein patriotisches Epos, was starke Ähnlichkeiten zur volkstümlichen Bylina aufweist. Zur gleichen Zeit schrieb der Schriftsteller auch an seiner Ballade Смерть Пушкаря (Der Tod des Kanoniers), in welchem die Heldentaten eines tapferen Ritters beschrieben werden, der gegen die Polen und Tataren kämpft. Er verwendete insbesondere viele archaische Vokabeln und hielt sich stilistisch an die Konventionen der Romantik. Die Ballade galt auch als Lieblingsgenre des Romantikers. So veröffentlichte er im gleichen Jahr auch die Ballade Молодиця (dt. Die Junge). Insgesamt schrieb er 12 Balladen, die auf Inhalten ukrainischer Volkslegenden zurückgingen. In ihnen wurde vor allem die wahre Liebe zwischen jungen Menschen besungen, z. B. in der Ballade Marusja (1829), deren Inhalt eine freie Nachahmung der Ballade Swetlana von Wassili Andrejewitsch Schukowski ist.
Im Verlauf seines literarischen Lebens verfasste Borowykowskyj auch einige Lieder und Gedichte. Zum Beispiel schrieb er 1832 ein Gedicht über die Walachen (ukr. Волох).
Seinen romantischen Gedichten ist die häufig angewendete Bildhaftigkeit der ukrainischen Folklore eigen. In seiner Lyrik kann man insbesondere den Einfluss der Poetik von Alexander Sergejewitsch Puschkin und Kondrati Fjodorowitsch Rylejew erkennen. Als einer der ersten ukrainischen Literaten festigte er den ernsten Ton (russ. „серьёзный тон“).
Im Almanach Lastotschka (ukr. Lastivka) wurden 1841 elf seiner Märchen veröffentlicht. 1852 gab er einen Sammelband unter dem Namen Märchen und (gereimte) Scherzworte (ukr. „Байки й прибаютки“) heraus. Dieses Werk gilt gleichzeitig auch als sein bedeutendstes Werk. Hier schimmert vor allem der unverfälschte ukrainische Volkshumor durch. Seine „Baiki“ sind vor allem ukrainisierte Märchen des polnischen aufklärerischen Poeten und Publizisten I. Krasizkij und des russischen Märchenschreibers Iwan Andrejewitsch Krylow. Dieses Werk hatte großen Erfolg und wurde in verschiedenen Anthologien und Sammlungen oft nachgedruckt. Viele Ausdrucksformeln seiner Volksmärchen sind in die Folklore übergegangen. z. B. „Голодний Клим озвавсь баса: ‚Найлучча птиця — ковбаса!‘“ (dt.: Der hungrige Klim antwortete mit tiefem Bass: „Der schönste Vogel ist die Wurst.“), „Хто сам собі дає зарік — пропащий чоловік“ (dt.: Wer sich selbst das Versprechen gibt nichts zu trinken, ist ein verlorener Mann.)
Borowykowskyj war außerdem Übersetzer. Als erster ukrainischer Übersetzer übersetzte er die beiden Werke Puschkins (Два ворона, 1830, und Зимний вечер) in das Ukrainische. Außerdem übersetzte er viele Schriften von Adam Mickiewicz (zum Teil dessen Krymskije sonety u. a.) und einige Oden von Horaz. Seine Übersetzungen waren immer mit einem ukrainischen Beigeschmack versehen: So machte er aus dem Helden in Puschkins Gedicht „Zwei Raben“ z. B. einen Kosaken, anstelle der jungen Hausherrin eine Kosakin.